# Reduto de Tejucupapo
O Reduto de Tejucupapo localizava-se em São Lourenço de Tejucopapo, atual município de Goiana, no litoral do estado de Pernambuco, no Brasil.

## História
No contexto segunda das invasões holandesas do Brasil (1630-1654), constituiu-se em um reduto de campanha erguido por forças portuguesas, com a função estratégica de defesa daquela povoação agrícola, tradicionalmente dedicada ao plantio da mandioca.
SOUZA (1885), destaca a resistência, até à morte, dos trinta homens que o guarneciam, sob o comando do Capitão Agostinho Nunes, ante o assalto das forças neerlandesas da esquadra do Almirante Joan Cornellizon Lichthart, em setembro de 1645 (op. cit., p. 86).
No ano seguinte, uma força neerlandesa estimada em seiscentos homens tentou um novo assalto ao povoado, em busca de víveres. Feriu-se, assim, a chamada batalha do Monte das Trincheiras, em 24 de abril de 1646, em que se destacaram as mulheres da povoação.
Atualmente existe no local um obelisco, erigido pelo Instituto Arqueológico, Histórico e Geográfico Pernambucano em 1931, e placas da Polícia Militar e da municipalidade (24 de abril de 1996) comemorativas da vitória.
Uma pesquisa arqueológica, executada ao final do século XX pelo Laboratório de Arqueologia da Universidade Federal de Pernambuco, permitiu a identificação do local da paliçada e a recuperação do perímetro do fosso envolvente.